# Conocalama bolteri
Conocalama bolteri là một loài tò vò trong họ Ichneumonidae.